# كاندو كوكولو
كاندو كوكولو (بالإنجليزية: Kandu Kukulhu) يُعرف أيضًا باسم كاري التونة، وهو طبق مالديفي تقليدي يتكون من شرائح التونة الملفوفة بالتوابل والمطهوة بحليب جوز الهند. يُترجم حرفيًا إلى "دجاج البحر".

## التحضير
تُلف شرائح التونة بمعجون الكاري وتُربط بشريط من ورق جوز الهند، ويُحضّر الكاري في الليلة السابقة. يُقدّم بعد ذلك مع الأرز أو الروشي (خبز مسطح).